# ХК Металург Новокузњецк
ХК Металург (рус. Хоккейный клуб «Металлург» Новокузнецк) руски је хокејашки клуб из града Новокузњецка (Кемеровска област) који се тренутно такмичи у Континенталној хокејашкој лиги.
Клуб је основан 1949. године, а своје домаће утакмице игра на леду спортског центра Кузњецких металурга капацитета 7.533 седећа места.
Тренутни власник клуба је британски металуршки холдинг Evraz Group S.A. (закључно са крајем 2013).

## Историјат клуба
Хокејашки клуб Металург основан је 1949. и од тада клуб се такмичио у разним лигама. Први велики успех остварили су 1960. када су освојили титулу у тадашњој лиги Русије (тада други ранг такмичења). Исте године по први пут су заиграли у елитној лиги првенства тадашњег Совјетског Савеза (када су заузели 18. место од 19 екипа). Најбољи резултат у лиги СССР-а било им је 9. место у сезони 1964/65.
Године 1992. Металург се враћа у елитну дивизију националног првенства (сада Русије), а исте године започиње и своје учешће у Међународној хокејашкој лиги (МХЛ).
Један од највећих успеха клуба остварен је у првенству Русије у сезони 1998/99. када је клуб освојио друго место у лигашком делу такмичења, али су испали већ у четвртфиналу плеј-офа од Ак Барса са 3:0 у серији. Већ следеће сезоне успели су да дођу до полуфинала плејофа.
Од сезоне 2008/09. клуб се такмичи у првенству Континенталне хокејашке лиге.

## Статистка у КХЛ лиги
| Сезона  | УТ | Поб | ППр. | ППе. | ИПе. | ИПр. | Изг | Бод | Гол разлика | Плас. | Плејоф            |
| ------- | -- | --- | ---- | ---- | ---- | ---- | --- | --- | ----------- | ----- | ----------------- |
| 2008/09 | 56 | 12  | 3    | 2    | 5    | 3    | 31  | 54  | 127:157     | 21.   | Нису се пласирали |
| 2009/10 | 56 | 13  | 1    | 2    | 2    | 5    | 33  | 52  | 105:159     | 24.   | Нису се пласирали |
| 2010/11 | 54 | 8   | 1    | 3    | 4    | 5    | 33  | 41  | 105:186     | 23.   | Нису се пласирали |
| 2011/12 | 54 | 18  | 2    | 4    | 9    | 0    | 21  | 75  | 108:130     | 17.   | Нису се пласирали |
| 2012/13 | 52 | 15  | 3    | 1    | 3    | 2    | 28  | 58  | 132:177     | 20.   | Нису се пласирали |

УТ - одиграно утакмица; Поб - број победа; ППр - победа након продужетка; ППе - победа након пенала; ИПе - пораз након пенала; ИПр - пораз након продужетка; Изг - пораз; Бод - освојених бодова у лигашком делу; Плас. - позиција након лигашког дела.